# Alec Ogilvie
Alexander "Alec" Ogilvie, (✰ Marylebone, 08 de junho de 1882; ✝ Ringwood, 18 de junho de 1962) foi um pioneiro na aviação britânico que se tornou amigo dos irmãos Wright e foi o sétimo cidadão britânico a se qualificar como piloto.

## Histórico
Alexander Ogilivie foi educado na Rugby School e na Cambridge University.

### No início da aviação
Em 1908 Ogilvie assistiu a um voo de demonstração de Wilbur Wright na França e dali a dois meses encomendou um biplano Wright para ele próprio. Antes que o biplano fosse entregue em 1909 ele praticou voando em Friston, Sussex usando um planador. Ogilvie criou um campo de voo em Camber Sands perto de Rye, Sussex e tomou parte de vários encontros de aviação ao redor do país. ele se associou ao Royal Aero Club em 11 de Maio de 1909 mas só obteve o certificado de piloto em 24 de Maio de 1910. Ainda em 1910, usando um biplano Wright de corrida, ele participou da Gordon Bennett competition em Belmont Park, Nova Iorque, ficando com o terceiro lugar. No ano seguinte, ele obteve o quarto lugar no seu avião Wright a uma velocidade média de 88,51 km/h. Em 1912, Ogilvie inventou o indicador de velocidade do vento que mais tarde foi adotado pelo Royal Naval Air Service (RNAS). Em 1911 ele se juntou a Orville Wright em Kitty Hawk, Carolina do Norte, Estados Unidos durante os experimentos dos Wright com planadores efetuando vários voos. Ele continuou usando uma avião Wright até 1914 incluindo um voo em 1913 levando H.G. Wells como passageiro.

### Na Primeira Guerra Mundial
Em 19 de Fevereiro de 1915, Ogilvie foi comissionado como comandante de esquadrão no Royal Naval Air Service. Ogilvie recebeu inicialmente a tarefa de ministrar treinamentos de voos de observação na escola de voo naval, Eastchurch. Em 5 de Abril de 1916 ele recebeu o comando da oficina de reparo de aviões em Dunquerque, e foi promovido à comandante de ala em 31 de Dezembro de 1916. Em 5 de Março de 1917 ele se tornou membro do Air Board, eventualmente servindo como controlador do departamento técnico. O posto de comandante de ala foi confirmado em 30 de Junho de 1917. No início de 1918, Ogilvie efetuou voos de teste do Sopwith Snipe, dizendo que "suas qualidades de voo eram ruins"; no entanto, ele foi contradito por Trenchard e Brooke-Popham e as encomendas foram feitas. Em 1 de Abril de 1918, juntamente como todo o pessoal da RNAS, Ogilvie foi transferido para a recém criada Royal Air Force com a patente de major. Uma nota no seu novo registro da RAF cita: "Ele voou a maioria dos aviões, exceto monopostos." Ele foi ferido num acidente de voo em 8 de Junho de 1918.

### No Pós Guerra
Ogilvie saiu do Air Board em 1919, sendo colocado na lista de desempregados da RAF em 10 de Março. Em seguida, ele trabalhou como engenheiro aeronáutico consultor com o nome de "Ogilvie and Partners", que em 1919 se tornou a companhia limitada "Ogilvie and Partners Ltd.", da qual ele era "diretor/presidente permanente". Em seguida ele se mudou para a Austrália por alguns anos. Ele morreu aos 80 anos em 18 de Junho de 1962 em sua casa em Ringwood, Hampshire.